# Khaled Al-Muwallid
Khalid Al-Muwallid   (arabiska: خالد مسعد المولد ), född 23 november 1971 i Jidda, är en saudisk före detta fotbollsspelare. Under sin karriär spelade han i de inhemska klubbarna Al-Ahli och Al-Ittihad. För Saudiarabiens landslag gjorde han 114 landskamper, och deltog i både VM 1994 samt VM 1998.